# Высшее театральное училище имени М. С. Щепкина

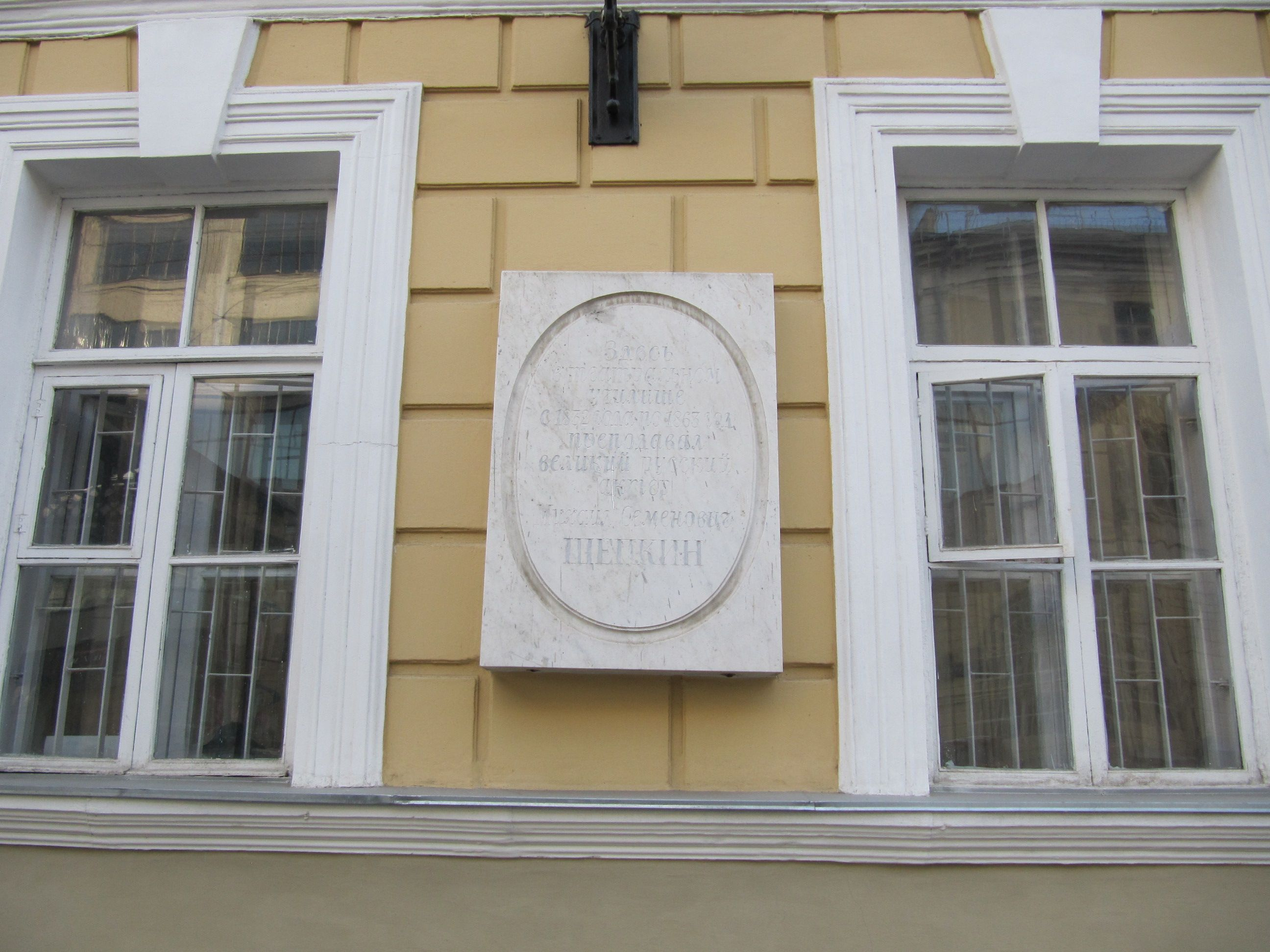
Памятный знак, посвящённый Михаилу Семёновичу Щепкину, преподававшему в этом театральном училище.

«Вы́сшее театра́льное учи́лище (институ́т) и́мени Михаила Семёновича Ще́пкина» при Госуда́рственном академи́ческом Ма́лом теа́тре Росси́и — старейшее высшее театральное учебное заведение (институт) в России, ведущее свою историю, наравне с Московской академией хореографии, от учреждённой в 1809 году в Москве Московской театральной школы.

## История
Указом императора Александра I 28 декабря 1809 года на основе театральной школы при воспитательном доме была создана Московская театральная школа, подчиняющаяся дирекции Императорских театров Российской империи. После революции 1917 года школа была разделена на балетное и драматическое учебные заведения, последнее было передано в ведение Малого театра.
Первый состав школы был ограничен 30 учащимися (15 воспитанников и 15 воспитанниц) в возрасте от 7 до 10 лет, преимущественно дети служащих дирекции Императорских театров. Из четырёх отделений, первые два были подготовительными, а в третьем начинался отбор наиболее одарённых учащихся; ученики третьего отделения «поверялись исключительно балетмейстеру, музыканту или учителю декламации». В возрасте 17 лет выпускники распределялись на петербургские и московские сцены и в течение 10 лет не имели права оставить службу. На раннем этапе, по воспоминаниям выпускника школы В. И. Живокини, учили их «кое-чему и кое-как». С приходом нового директора Ф. Ф. Кокошкина в школу были приглашены лучшие университетские педагоги (в их числе Н. И. Надеждин), стало больше уделяться внимания общеобразовательным предметам.
В течение долгого времени Московская театральная школа не имела постоянного помещения. С 1809 года она располагалась в Охотном ряду, близ Петровского театра. Во время Отечественной войны 1812 года была эвакуирована сначала во Владимир, затем в Плёс и, наконец, в 1814 году — в Кострому. После возвращения в Москву находилась в доме С. С. Апраксина на Знаменке, пока для неё не был приобретён дирекцией императорских театров дом полковника Есипова на Моховой (ныне — только флигель на Волхонке, 8). Но к этому времени число воспитанников достигло уже 100 человек, для занятий не хватало помещений и вскоре школа переехала в дом генерал-лейтенантши Е. П. Балашовой на Поварской. Наконец, с 1822 года школа надолго разместилась в доме графа А. Ф. Толстого на Большой Дмитровке, д. 8 (городская усадьба Мясоедовых).
В 1829 году было разработано новое положение, по которому школа стала называться Московским театральным училищем, главной задачей которого было воспитание «образованных и способных драматических артистов» и уже во вторую очередь — певцов и артистов балета. Тем не менее, в 1869 году именно драматическое отделение было закрыто и остались только балетные классы. И только в 1888 году было официально объявлено об открытии постоянно действующих драматических классов.
В 1832 году в училище начал преподавать декламацию Михаил Семёнович Щепкин. В течение тридцати лет преподавания актёрского мастерства, вплоть до своей кончины, им были заложены основные принципы национальной актёрской школы, сформирована русская театральная педагогика. Значительную роль в становлении училища сыграл русский драматург Александр Николаевич Островский (1823—1886), разработавший программу обучения будущих театральных артистов в драматических классах, которые были закрыты в 1910-е годы.
В 1856 году специально для театрального училища дирекция императорских театров приобрела здание на Неглинной улице (д. 6/2), построенное в 1822 году на месте бывшего Пушечного двора для Военного сиротского училища (по рисункам архитектора Осипа Бове). Оно было специально перестроено для театрального учебного заведения архитектором А. С. Никитиным (по другим сведениям С. А. Ползиковым) по проекту архитектора Альберта Кавоса. В этом здании училище и располагается с 1863 года по настоящее время. В 1918 году, после Октябрьской революции 1917 года, драматические классы были возрождены под названием «Драматические курсы при Государственном академическом Малом театре России».
В 1922 году курсы были переименованы в «Театральные мастерские при Государственном академическом Малом театре России» и осуществляло образовательную деятельность под этим названием десять лет.
В 1932 году учебному заведению было присвоено имя Михаила Семёновича Щепкина и получило название «Театральный техникум имени М. С. Щепкина при Государственном академическом Малом театре России».
В 1935 году техникум был переименован в «Театральное училище имени М. С. Щепкина при Государственном академическом Малом театре России».
В 1943 году училище получило статус высшего учебного заведения и стало именоваться «Высшее театральное училище (институт) имени М. С. Щепкина при Государственном академическом Малом театре России».
В училище преподавали известные театральные педагоги А. П. Ленский, преемственность русской театральной школы сохранили В. Н. Пашенная, К. А. Зубов, в советское время И. Я. Судаков, В. И. Цыганков, Л. И. Дейкун, Л. А. Волков, М. И. Царёв, М. О. Кнебель, А. Д. Дикий, Н. Н. Афонин, В. П. Селезнев, В. И. Коршунов, О. Н. Соломина, Б. В. Клюев.

## Кафедры
В училище (институте) создано пять кафедр:
- мастерства актёра,
- пластического воспитания,
- сценической речи,
- искусствоведения,
- философии и культурологии.

## Специальности
В училище (институте) имеются следующие направления подготовки (специальности):
- 52.04.03 «Театральное искусство», магистратура, срок обучения — 2 года, форма обучения — очная.[6]
- 52.05.01 «Актёрское искусство», специалитет, срок обучения — 4 года, форма обучения — очная.[6]

Выпускники училища (института) после четырёхгодичного обучения получают диплом по специальности «Артист драматического театра и кино».

## Руководство

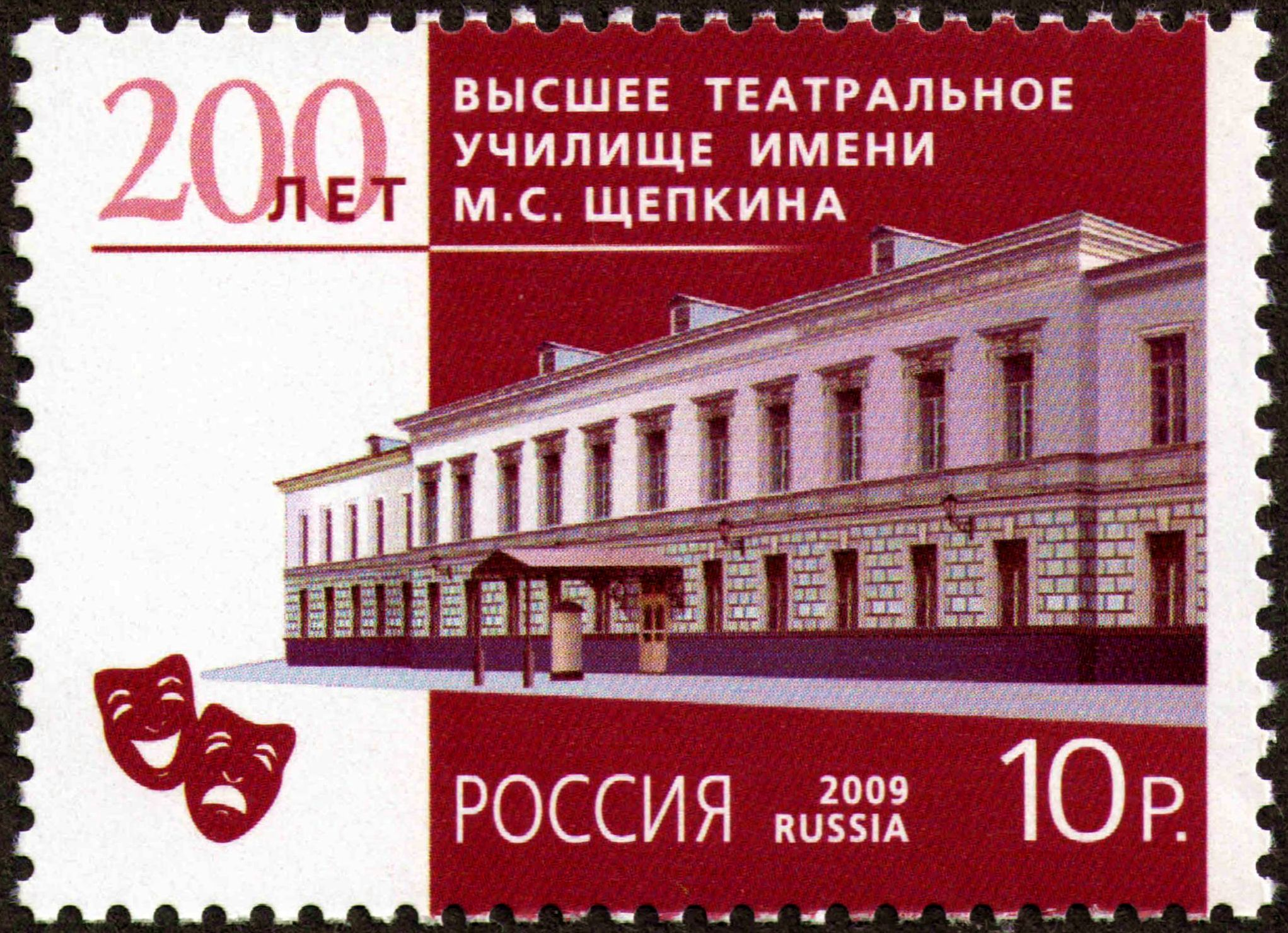
Почтовая марка России, 2009 год.

В 1975—1984 годах ректор — М. М. Новохижин.
С 1984 по 1995 год ректор — В. П. Остальский.
С 1995 по 2007 год училище возглавлял Н. Н. Афонин.
С 2007 года и. о. ректора училища (института) Борис Николаевич Любимов, заслуженный деятель искусств Российской Федерации, профессор.

## Педагогический состав
Педагоги «Щепки» (как училище называют в театральных кругах), в своём большинстве, маститые актёры и режиссёры Малого театра.
На 2024—2025 учебный год насчитывается 9 мастерских: проф. Юрия Соломина (1 курс), проф. Владимира Сафронова (1 курс), проф. Владимира Драгунова (3, 4 курсы), проф. Владимира Бейлиса (4 курс), проф. Глеба Подгородинского (2 курс), проф. Дмитрия Кознова (Киргизская студия), доц. Людмилы Титовой (Тувинская и Туркменская студии), доц. Алексея Дубровского (3 курс), проф. Владимира Сулимова (1 курс).

## Адрес
- 109012, Россия, Москва, Неглинная улица, дом № 6/2 (проезд до станций метро «Кузнецкий мост», «Охотный ряд», «Театральная», «Лубянка»).

## Награды
- Благодарность Президента Российской Федерации (9 декабря 2009 года) — за большой вклад в подготовку высокопрофессиональных специалистов в области театрального искусства[10]